# ۱-برموپروپان
n-پروپیل برمید (به انگلیسی: n-Propyl bromide) یا ۱-برموپروپان با فرمول شیمیایی C3H7Br یک ترکیب شیمیایی است. که جرم مولی آن ۱۲۲٫۹۹ می‌باشد. شکل ظاهری این ترکیب، مایع بی‌رنگ است.